# Réseau de bus Marne et Seine
Le réseau de bus Marne et Seine est un réseau de transports en commun par autobus circulant en Île-de-France, organisé par l'autorité organisatrice Île-de-France Mobilités. Il est exploité par le groupe Transdev à travers la société Transdev Coteaux de la Marne depuis le 1er août 2023. L'exploitant du réseau sera aussi celui du Câble 1.
Il se compose de 26 lignes qui desservent principalement l'établissement public territorial Grand Paris Sud Est Avenir.
Le 8 avril 2024, le réseau va suivre la nouvelle numérotation régionale des lignes de bus et prendra les numéros de 427 à 451.

## Histoire

### Ligne Express 100 Torcy-Créteil
Le projet de création de la ligne Express 100 voit le jour à l'été 2006, avec pour objectif de relier les départements de Seine-et-Marne et du Val-de-Marne sans passer par Paris. La ligne est officiellement mise en service le 1er janvier 2010, assurant une liaison directe entre la gare de Torcy et la station Créteil - L’Échat. Elle permet ainsi aux usagers d’éviter un trajet via la ligne A du RER et les lignes de métro parisiennes 6 et 8, réduisant les temps de parcours et les coûts avec un simple ticket t+. L’exploitation de la ligne est initialement confiée à la société Lys, filiale de Transdev, qui en assure le service jusqu’au 31 décembre 2023. Le 1er janvier 2024, l'exploitation est reprise par Transdev Coteaux de la Marne. Dès sa mise en service, la ligne bénéficie d’un soutien financier du syndicat des transports d’Île-de-France à hauteur de 1,71 million d’euros en 2010, puis 1,60 million d’euros par an jusqu’à la fin du premier contrat en 2016,.

## Développement du réseau

### Ouverture à la concurrence
En raison de l'ouverture à la concurrence des transports en commun en Île-de-France, le réseau de bus Marne et Seine est créé le 1er août 2023, correspondant à la délégation de service public numéro 21 établie par Île-de-France Mobilités. Un appel d'offres a donc été lancé par l'autorité organisatrice afin de désigner une entreprise qui exploitera le réseau pour une durée de huit ans. C'est finalement Transdev, via sa filiale Transdev Coteaux de la Marne, qui a été désigné lors du conseil d'administration du 7 décembre 2022.
À la date de son ouverture à la concurrence, le réseau se composait des lignes 2, 7, 8, 10, 21, 22, 41, 42, 51, 71, 81 et 82 du réseau de bus SITUS exploité par CEA Transports, des lignes 1, 3, 4, 5, 6, 9 du réseau de bus SITUS et de la ligne 12 du réseau de bus Arlequin exploités par Transdev SETRA et des lignes B, J1, J2, K, O1, O2 et U de Transdev STRAV. Seules les lignes 102 et 103 de SITUS ne sont pas reprises.
Le 1er janvier 2024 et à la suite de la fin du contrat sortant, la ligne Express 100 Torcy-Créteil est reprise par Transdev Coteaux de la Marne.

### Renumérotation des lignes
À compter du 8 avril 2024, le réseau Marne et Seine applique le nouveau principe de numérotation régionale unique planifié par Île-de-France Mobilités, supprimant les doublons et les lettres. La correspondance entre anciens et nouveaux numéros est la suivante, les lignes J1 et J2 fusionnent en une ligne 427 unique et les lignes 429 et 430 se dotent de nouveaux itinéraires :
| Ancien(s) numéro(s) | Nouveau numéro |
| ------------------- | -------------- |
| J1 et J2            | 427            |
| K                   | 428            |
| O1                  | 429            |
| O2                  | 430            |
| 1                   | 431            |
| 2                   | 432            |
| 3                   | 433            |
| 4                   | 434            |
| 5                   | 435            |
| 6                   | 436            |
| 7                   | 437            |
| 8                   | 438            |
| 9                   | 439            |
| 10                  | 440            |
| 21                  | 441            |
| 22                  | 442            |
| 41                  | 443            |
| 42                  | 444            |
| 51                  | 445            |
| 71                  | 446            |
| 81                  | 447            |
| 82                  | 448            |
| U                   | 449            |
| B                   | 450            |
| 12                  | 451            |

## Lignes du réseau

### Lignes 420 à 429
| Ligne | Caractéristiques | Caractéristiques                                                      | Caractéristiques                                                      | Caractéristiques                                                      | Caractéristiques                                                      | Caractéristiques                                                      | Caractéristiques                                                      | Caractéristiques                                                      | Caractéristiques                                                      |
| 427   | Villeneuve-Saint-Georges - Les Graviers ⥋ Gare de Boissy-Saint-Léger | Villeneuve-Saint-Georges - Les Graviers ⥋ Gare de Boissy-Saint-Léger  | Villeneuve-Saint-Georges - Les Graviers ⥋ Gare de Boissy-Saint-Léger  | Villeneuve-Saint-Georges - Les Graviers ⥋ Gare de Boissy-Saint-Léger  | Villeneuve-Saint-Georges - Les Graviers ⥋ Gare de Boissy-Saint-Léger  | Villeneuve-Saint-Georges - Les Graviers ⥋ Gare de Boissy-Saint-Léger  | Villeneuve-Saint-Georges - Les Graviers ⥋ Gare de Boissy-Saint-Léger  | Villeneuve-Saint-Georges - Les Graviers ⥋ Gare de Boissy-Saint-Léger  | Villeneuve-Saint-Georges - Les Graviers ⥋ Gare de Boissy-Saint-Léger  |
| ----- | --- | --------------------------------------------------------------------- | --------------------------------------------------------------------- | --------------------------------------------------------------------- | --------------------------------------------------------------------- | --------------------------------------------------------------------- | --------------------------------------------------------------------- | --------------------------------------------------------------------- | --------------------------------------------------------------------- |
| 427   | Ouverture / Fermeture 8 avril 2024 / — | Longueur 11,1 km                                                      | Durée 35-60 min                                                       | Nb. d’arrêts 28                                                       | Matériel Articulés                                                    | Jours de fonctionnement L, Ma, Me, J, V, S, D                         | Jour / Soir / Nuit / Fêtes O / O / N / O                              | Voy. / an —                                                           | Dépôt Limeil-Brévannes                                                |
| 427   | Desserte : - Villes et lieux desservis : Villeneuve-Saint-Georges (Quartier Nord, Stade Gérard Roussel, Eglise Notre-Dame de Lourdes, Mairie, Fort, Parc de Beauregard, Piscine, Lycée François Arago, Stade Nelson Mandela, Collège Pierre Brossolette et Bois Matar), Valenton (Collège Samuel Paty, Mairie et Château), Limeil-Brévannes (Ecole des Sapeurs-Pompiers, Mairie, Hôpital Emile Roux, Château de Brévannes et Lycée Guillaume Budé) et Boissy-Saint-Léger (Centre Commercial Boissy 2) - Gares desservies : Villeneuve-Saint-Georges et Boissy-Saint-Léger            |                                                                       |                                                                       |                                                                       |                                                                       |                                                                       |                                                                       |                                                                       |                                                                       |
| 427   | Autre : - Zone traversée : 4 - Arrêts non accessibles aux UFR : Aucun. - Amplitudes horaires : La ligne fonctionne du lundi au dimanche de 5 h 0 à 1 h 5. - Particularités : Il existe des services entre Les Graviers et Lycée Guillaume Budé du lundi au vendredi en période scolaire. - Date de dernière mise à jour : 7 avril 2024. |                                                                       |                                                                       |                                                                       |                                                                       |                                                                       |                                                                       |                                                                       |                                                                       |
| 427   | Dernière actualisation : — |                                                                       |                                                                       |                                                                       |                                                                       |                                                                       |                                                                       |                                                                       |                                                                       |
| 428   | Créteil — Préfecture ⥋ Villeneuve-Saint-Georges - Gare Routière | Créteil — Préfecture ⥋ Villeneuve-Saint-Georges - Gare Routière       | Créteil — Préfecture ⥋ Villeneuve-Saint-Georges - Gare Routière       | Créteil — Préfecture ⥋ Villeneuve-Saint-Georges - Gare Routière       | Créteil — Préfecture ⥋ Villeneuve-Saint-Georges - Gare Routière       | Créteil — Préfecture ⥋ Villeneuve-Saint-Georges - Gare Routière       | Créteil — Préfecture ⥋ Villeneuve-Saint-Georges - Gare Routière       | Créteil — Préfecture ⥋ Villeneuve-Saint-Georges - Gare Routière       | Créteil — Préfecture ⥋ Villeneuve-Saint-Georges - Gare Routière       |
| 428   | Ouverture / Fermeture 8 avril 2024 / — | Longueur 9,5 km                                                       | Durée 25-45 min                                                       | Nb. d’arrêts 25                                                       | Matériel Articulés                                                    | Jours de fonctionnement L, Ma, Me, J, V, S, D                         | Jour / Soir / Nuit / Fêtes O / O / N / O                              | Voy. / an —                                                           | Dépôt Limeil-Brévannes                                                |
| 428   | Desserte : - Villes et lieux desservis : Créteil (Préfecture du Val-de-Marne, Centre Commercial Créteil Soleil, Mairie, Stade Dominique Duvauchelle et Europarc), Bonneuil-sur-Marne (Achaland), Limeil-Brévannes (Château de Brévannes, Hôpital Emile Roux et Mairie), Valenton (Château) et Villeneuve-Saint-Georges (Mairie) - Stations et gare desservies : Créteil - Préfecture, Pointe du Lac et Villeneuve-Saint-Georges |                                                                       |                                                                       |                                                                       |                                                                       |                                                                       |                                                                       |                                                                       |                                                                       |
| 428   | Autre : - Zones traversées : 3 et 4 - Arrêts non accessibles aux UFR : Émile Zola, Édouard Vaillant, Tourelles, Lutèce, Jarry Guérin, Albert Garry, Av. de Choisy. - Amplitudes horaires : La ligne fonctionne du lundi au vendredi de 5 h 5 à 0 h 5, le samedi de 5 h 30 à 23 h 10 et les dimanches et fêtes de 6 h 45 à 21 h 50. - Particularités : Les arrêts entre J. Savar et République sont desservis du lundi au vendredi en période scolaire à certaines heures. - Date de dernière mise à jour : 7 avril 2024.                                                             |                                                                       |                                                                       |                                                                       |                                                                       |                                                                       |                                                                       |                                                                       |                                                                       |
| 428   | Dernière actualisation : — |                                                                       |                                                                       |                                                                       |                                                                       |                                                                       |                                                                       |                                                                       |                                                                       |
| 429   | Créteil - L'Échat Métro ⥋ Limeil-Brévannes — Emile Combes - Descartes | Créteil - L'Échat Métro ⥋ Limeil-Brévannes — Emile Combes - Descartes | Créteil - L'Échat Métro ⥋ Limeil-Brévannes — Emile Combes - Descartes | Créteil - L'Échat Métro ⥋ Limeil-Brévannes — Emile Combes - Descartes | Créteil - L'Échat Métro ⥋ Limeil-Brévannes — Emile Combes - Descartes | Créteil - L'Échat Métro ⥋ Limeil-Brévannes — Emile Combes - Descartes | Créteil - L'Échat Métro ⥋ Limeil-Brévannes — Emile Combes - Descartes | Créteil - L'Échat Métro ⥋ Limeil-Brévannes — Emile Combes - Descartes | Créteil - L'Échat Métro ⥋ Limeil-Brévannes — Emile Combes - Descartes |
| 429   | Ouverture / Fermeture 8 avril 2024 / — | Longueur 12,7 km                                                      | Durée 35-50 min                                                       | Nb. d’arrêts 17                                                       | Matériel Standards                                                    | Jours de fonctionnement L, Ma, Me, J, V, S, D                         | Jour / Soir / Nuit / Fêtes O / O / N / O                              | Voy. / an —                                                           | Dépôt Limeil-Brévannes                                                |
| 429   | Desserte : - Villes et lieux desservis : Créteil, Valenton, Limeil-Brévannes, Boissy-Saint-Léger (desserte scolaire uniquement), Villeneuve-Saint-Georges (desserte scolaire uniquement). - Stations et gare desservies : Créteil - L'Échat, Créteil - Université, Créteil-Pompadour et Villeneuve-Saint-Georges (desserte scolaire). |                                                                       |                                                                       |                                                                       |                                                                       |                                                                       |                                                                       |                                                                       |                                                                       |
| 429   | Autre : - Zones traversées : 3 et 4 - Arrêts non accessibles aux UFR : Créteil L'Échat, Basse Quinte. - Amplitudes horaires : La ligne fonctionne du lundi au vendredi de 5 h 0 à 0 h 0, le samedi de 6 h 15 à 0 h 15 et le dimanche de 6 h 15 à 23 h 35. - Particularités : Elle est jumelée avec la ligne 430 pour une meilleure fréquence sur leur tronçon commun. Il existe une desserte scolaire entre Massenet et Lycée Guillaume Budé à l'aller puis entre Lycée Guillaume Budé et Gare de Villeneuve-Saint-Georges au retour. - Date de dernière mise à jour : 7 avril 2024. |                                                                       |                                                                       |                                                                       |                                                                       |                                                                       |                                                                       |                                                                       |                                                                       |
| 429   | Dernière actualisation : — |                                                                       |                                                                       |                                                                       |                                                                       |                                                                       |                                                                       |                                                                       |                                                                       |

### Lignes 430 à 439
| Ligne | Caractéristiques | Caractéristiques | Caractéristiques | Caractéristiques | Caractéristiques | Caractéristiques | Caractéristiques | Caractéristiques | Caractéristiques |
| 430   | Créteil - L'Échat Métro ⥋ Gare de Boissy-Saint-Léger | Créteil - L'Échat Métro ⥋ Gare de Boissy-Saint-Léger                                                                                    | Créteil - L'Échat Métro ⥋ Gare de Boissy-Saint-Léger                                                                                    | Créteil - L'Échat Métro ⥋ Gare de Boissy-Saint-Léger                                                                                    | Créteil - L'Échat Métro ⥋ Gare de Boissy-Saint-Léger                                                                                    | Créteil - L'Échat Métro ⥋ Gare de Boissy-Saint-Léger                                                                                    | Créteil - L'Échat Métro ⥋ Gare de Boissy-Saint-Léger                                                                                    | Créteil - L'Échat Métro ⥋ Gare de Boissy-Saint-Léger                                                                                    | Créteil - L'Échat Métro ⥋ Gare de Boissy-Saint-Léger                                                                                    |
| ----- | --- | --- | --- | --- | --- | --- | --- | --- | --- |
| 430   | Ouverture / Fermeture — / — | Longueur — | Durée 50-75 min | Nb. d’arrêts 31 | Matériel Standards | Jours de fonctionnement L, Ma, Me, J, V, S, D                                                                                           | Jour / Soir / Nuit / Fêtes O / O / N / O                                                                                                | Voy. / an — | Dépôt Limeil-Brévannes |
| 430   | Desserte : - Villes et lieux desservis : Créteil, Valenton, Villeneuve-Saint-Georges, Limeil-Brévannes, Boissy-Saint-Léger. - Stations et gare desservies : Créteil - L'Échat, Créteil - Université, Créteil-Pompadour et Boissy-Saint-Léger. | | | | | | | | |
| 430   | Autre : - Zones traversées : 3 et 4 - Arrêts non accessibles aux UFR : Créteil L'Échat, Basse Quinte, Acti Park, Lutèce, Temps Durables, Jarry Guerin. - Amplitudes horaires : Vers Créteil L'Échat, la ligne fonctionne du lundi au vendredi de 5 h 55 à 22 h 25, les samedis de 5 h 55 à 23 h 25 et les dimanches et fêtes de 5 h 45 à 23 h 30. Vers Gare de Boissy-Saint-Léger, la ligne fonctionne du lundi au vendredi de 6 h 5 à 23 h 35, les samedis de 7 h 10 à 0 h 10 et les dimanches et fêtes de 7 h 25 à 0 h 30. - Particularités : Elle est jumelée avec la ligne 429 pour une meilleure fréquence sur leur tronçon commun. - Date de dernière mise à jour : 7 avril 2024.                                                                                             | | | | | | | | |
| 430   | Dernière actualisation : — | | | | | | | | |
| 431   | Gare de Sucy - Bonneuil ⥋ École des Bruyères / Santeny - Centre Commercial (uniquement du lundi au vendredi) | Gare de Sucy - Bonneuil ⥋ École des Bruyères / Santeny - Centre Commercial (uniquement du lundi au vendredi)                            | Gare de Sucy - Bonneuil ⥋ École des Bruyères / Santeny - Centre Commercial (uniquement du lundi au vendredi)                            | Gare de Sucy - Bonneuil ⥋ École des Bruyères / Santeny - Centre Commercial (uniquement du lundi au vendredi)                            | Gare de Sucy - Bonneuil ⥋ École des Bruyères / Santeny - Centre Commercial (uniquement du lundi au vendredi)                            | Gare de Sucy - Bonneuil ⥋ École des Bruyères / Santeny - Centre Commercial (uniquement du lundi au vendredi)                            | Gare de Sucy - Bonneuil ⥋ École des Bruyères / Santeny - Centre Commercial (uniquement du lundi au vendredi)                            | Gare de Sucy - Bonneuil ⥋ École des Bruyères / Santeny - Centre Commercial (uniquement du lundi au vendredi)                            | Gare de Sucy - Bonneuil ⥋ École des Bruyères / Santeny - Centre Commercial (uniquement du lundi au vendredi)                            |
| 431   | Ouverture / Fermeture — / — | Longueur 7,3 km | Durée 12-26 min | Nb. d’arrêts 23 | Matériel Standards | Jours de fonctionnement L, Ma, Me, J, V, S, D                                                                                           | Jour / Soir / Nuit / Fêtes O / O / N / O                                                                                                | Voy. / an — | Dépôt Boissy-Saint-Léger |
| 431   | Desserte : - Ville et lieux desservis : Sucy-en-Brie, Marolles-en-Brie, Santeny. - Gare desservie : Sucy - Bonneuil. | | | | | | | | |
| 431   | Autre : - Zone traversée : 4. - Arrêts non accessibles aux UFR : Gare de Sucy - Bonneuil, Place Fernande Doudot. - Amplitude horaire : La ligne est en service du lundi au vendredi de 5 h 25 à 22 h 35, le samedi de 5 h 55 à 23 h 15 et les dimanches et fêtes de 10 h 30 à 17 h 15. - Particularités : Les arrêts Royale - Route de Marolles, La Patte d'Oie et Route de Lésigny en direction de Centre Commercial sont desservis à certaines heures du lundi au samedi. Du lundi au vendredi, un bus sur deux est limité à Ecole des Bruyères et tous les bus les samedis et dimanches. Le dernier départ de la ligne est à destination de Route de Lésigny. - Date de dernière mise à jour : 12 avril 2025.                                                                    | | | | | | | | |
| 431   | Dernière actualisation : — | | | | | | | | |
| 432   | Gare de Sucy - Bonneuil ⥋ Mairie de Noiseau (du lundi au vendredi à certaines heures) / Gare d'Émerainville - Pontault-Combault | Gare de Sucy - Bonneuil ⥋ Mairie de Noiseau (du lundi au vendredi à certaines heures) / Gare d'Émerainville - Pontault-Combault         | Gare de Sucy - Bonneuil ⥋ Mairie de Noiseau (du lundi au vendredi à certaines heures) / Gare d'Émerainville - Pontault-Combault         | Gare de Sucy - Bonneuil ⥋ Mairie de Noiseau (du lundi au vendredi à certaines heures) / Gare d'Émerainville - Pontault-Combault         | Gare de Sucy - Bonneuil ⥋ Mairie de Noiseau (du lundi au vendredi à certaines heures) / Gare d'Émerainville - Pontault-Combault         | Gare de Sucy - Bonneuil ⥋ Mairie de Noiseau (du lundi au vendredi à certaines heures) / Gare d'Émerainville - Pontault-Combault         | Gare de Sucy - Bonneuil ⥋ Mairie de Noiseau (du lundi au vendredi à certaines heures) / Gare d'Émerainville - Pontault-Combault         | Gare de Sucy - Bonneuil ⥋ Mairie de Noiseau (du lundi au vendredi à certaines heures) / Gare d'Émerainville - Pontault-Combault         | Gare de Sucy - Bonneuil ⥋ Mairie de Noiseau (du lundi au vendredi à certaines heures) / Gare d'Émerainville - Pontault-Combault         |
| 432   | Ouverture / Fermeture 16 décembre 1988 / — | Longueur — | Durée 12-44 min | Nb. d’arrêts 34 | Matériel Standards | Jours de fonctionnement L, Ma, Me, J, V, S, D                                                                                           | Jour / Soir / Nuit / Fêtes O / O / N / O                                                                                                | Voy. / an — | Dépôt Pontault-Combault |
| 432   | Desserte : - Villes et lieux desservis : Sucy-en-Brie, Noiseau, La Queue-en-Brie, Pontault-Combault. - Gares desservies : Sucy - Bonneuil, Émerainville - Pontault-Combault. | | | | | | | | |
| 432   | Autre : - Zones traversées : 4 et 5. - Arrêts non accessibles aux UFR : Saint Jean Les Bordes, Les Roses, Jacques Heuclin, République vers Sucy - Bonneuil, Bellevue vers Émerainville - Pontault-Combault. - Amplitude horaire : La ligne est en service du lundi au vendredi de 5 h 55 à 23 h 30, le samedi de 5 h 50 à 23 h 5 et les dimanches et fêtes de 8 h 30 à 23 h 20. - Particularités : Des services partiels sont observés du lundi au vendredi aux heures de pointe entre Sucy - Bonneuil et Mairie de Noiseau. - Date de dernière mise à jour : 12 avril 2025. | | | | | | | | |
| 432   | Dernière actualisation : — | | | | | | | | |
| 433   | Gare de Sucy - Bonneuil ⥋ Noiseau - Claude Monet | Gare de Sucy - Bonneuil ⥋ Noiseau - Claude Monet                                                                                        | Gare de Sucy - Bonneuil ⥋ Noiseau - Claude Monet                                                                                        | Gare de Sucy - Bonneuil ⥋ Noiseau - Claude Monet                                                                                        | Gare de Sucy - Bonneuil ⥋ Noiseau - Claude Monet                                                                                        | Gare de Sucy - Bonneuil ⥋ Noiseau - Claude Monet                                                                                        | Gare de Sucy - Bonneuil ⥋ Noiseau - Claude Monet                                                                                        | Gare de Sucy - Bonneuil ⥋ Noiseau - Claude Monet                                                                                        | Gare de Sucy - Bonneuil ⥋ Noiseau - Claude Monet                                                                                        |
| 433   | Ouverture / Fermeture — / — | Longueur — | Durée 11-17 min | Nb. d’arrêts 19 | Matériel Standards | Jours de fonctionnement L, Ma, Me, J, V, S                                                                                              | Jour / Soir / Nuit / Fêtes O / O / N / N                                                                                                | Voy. / an — | Dépôt Boissy-Saint-Léger |
| 433   | Desserte : - Villes et lieux desservis : Sucy-en-Brie, Noiseau. - Gare desservie : Sucy - Bonneuil. | | | | | | | | |
| 433   | Autre : - Zone traversée : 4. - Arrêts non accessibles aux UFR : Alexandre Milard et Léon Bresset vers Claude Monet. - Amplitude horaire : La ligne est en service du lundi au vendredi de 5 h 55 à 22 h 25 et le samedi de 5 h 40 à 22 h 25. - Date de dernière mise à jour : 15 avril 2024. | | | | | | | | |
| 433   | Dernière actualisation : — | | | | | | | | |
| 434   | Gare de Sucy - Bonneuil ⥋ Sucy-en-Brie - Les Monrois (du lundi au samedi à certaines heures) / Sucy-en-Brie - Lycée Christophe Colomb | Gare de Sucy - Bonneuil ⥋ Sucy-en-Brie - Les Monrois (du lundi au samedi à certaines heures) / Sucy-en-Brie - Lycée Christophe Colomb   | Gare de Sucy - Bonneuil ⥋ Sucy-en-Brie - Les Monrois (du lundi au samedi à certaines heures) / Sucy-en-Brie - Lycée Christophe Colomb   | Gare de Sucy - Bonneuil ⥋ Sucy-en-Brie - Les Monrois (du lundi au samedi à certaines heures) / Sucy-en-Brie - Lycée Christophe Colomb   | Gare de Sucy - Bonneuil ⥋ Sucy-en-Brie - Les Monrois (du lundi au samedi à certaines heures) / Sucy-en-Brie - Lycée Christophe Colomb   | Gare de Sucy - Bonneuil ⥋ Sucy-en-Brie - Les Monrois (du lundi au samedi à certaines heures) / Sucy-en-Brie - Lycée Christophe Colomb   | Gare de Sucy - Bonneuil ⥋ Sucy-en-Brie - Les Monrois (du lundi au samedi à certaines heures) / Sucy-en-Brie - Lycée Christophe Colomb   | Gare de Sucy - Bonneuil ⥋ Sucy-en-Brie - Les Monrois (du lundi au samedi à certaines heures) / Sucy-en-Brie - Lycée Christophe Colomb   | Gare de Sucy - Bonneuil ⥋ Sucy-en-Brie - Les Monrois (du lundi au samedi à certaines heures) / Sucy-en-Brie - Lycée Christophe Colomb   |
| 434   | Ouverture / Fermeture — / — | Longueur — | Durée 4-13 min | Nb. d’arrêts 19 | Matériel Standards | Jours de fonctionnement L, Ma, Me, J, V, S, D                                                                                           | Jour / Soir / Nuit / Fêtes O / O / N / O                                                                                                | Voy. / an — | Dépôt Boissy-Saint-Léger |
| 434   | Desserte : - Ville et lieux desservis : Sucy-en-Brie. - Gare desservie : Sucy - Bonneuil. | | | | | | | | |
| 434   | Autre : - Zone traversée : 4. - Arrêts non accessibles aux UFR : Place Fernande Doudot. - Amplitude horaire : La ligne est en service du lundi au vendredi de 5 h 35 à 22 h 5, le samedi de 6 h 25 à 22 h 30 et les dimanches et fêtes de 9 h à 22 h 30. - Particularités : Les arrêts entre Place Fernande Doudot et Centre Administratif sont desservis le matin vers Les Monrois et le soir vers Gare de Sucy - Bonneuil. - Date de dernière mise à jour : 15 avril 2024. | | | | | | | | |
| 434   | Dernière actualisation : — | | | | | | | | |
| 435   | Gare de Sucy - Bonneuil ⥋ Sucy-en-Brie - Place Sainte-Bernadette (du lundi au vendredi à certaines heures) / Gare de Boissy-Saint-Léger | Gare de Sucy - Bonneuil ⥋ Sucy-en-Brie - Place Sainte-Bernadette (du lundi au vendredi à certaines heures) / Gare de Boissy-Saint-Léger | Gare de Sucy - Bonneuil ⥋ Sucy-en-Brie - Place Sainte-Bernadette (du lundi au vendredi à certaines heures) / Gare de Boissy-Saint-Léger | Gare de Sucy - Bonneuil ⥋ Sucy-en-Brie - Place Sainte-Bernadette (du lundi au vendredi à certaines heures) / Gare de Boissy-Saint-Léger | Gare de Sucy - Bonneuil ⥋ Sucy-en-Brie - Place Sainte-Bernadette (du lundi au vendredi à certaines heures) / Gare de Boissy-Saint-Léger | Gare de Sucy - Bonneuil ⥋ Sucy-en-Brie - Place Sainte-Bernadette (du lundi au vendredi à certaines heures) / Gare de Boissy-Saint-Léger | Gare de Sucy - Bonneuil ⥋ Sucy-en-Brie - Place Sainte-Bernadette (du lundi au vendredi à certaines heures) / Gare de Boissy-Saint-Léger | Gare de Sucy - Bonneuil ⥋ Sucy-en-Brie - Place Sainte-Bernadette (du lundi au vendredi à certaines heures) / Gare de Boissy-Saint-Léger | Gare de Sucy - Bonneuil ⥋ Sucy-en-Brie - Place Sainte-Bernadette (du lundi au vendredi à certaines heures) / Gare de Boissy-Saint-Léger |
| 435   | Ouverture / Fermeture — / — | Longueur 10,1 km | Durée 5-34 min | Nb. d’arrêts 29 | Matériel Standards | Jours de fonctionnement L, Ma, Me, J, V, S, D                                                                                           | Jour / Soir / Nuit / Fêtes O / O / N / O                                                                                                | Voy. / an — | Dépôt Boissy-Saint-Léger |
| 435   | Desserte : - Villes et lieux desservis : Sucy-en-Brie, Boissy-Saint-Léger, Limeil-Brévannes. - Gares desservies : Sucy - Bonneuil, Boissy-Saint-Léger. | | | | | | | | |
| 435   | Autre : - Zone traversée : 4. - Arrêts non accessibles aux UFR : Lycée Guillaume Budé, Henry Dunant, Pointe aux Cerfs, Procession vers Boissy-Saint-Léger, Place Fernande Doudot. - Amplitude horaire : La ligne est en service du lundi au vendredi de 5 h 20 à 23 h, le samedi de 6 h 30 à 23 h 10 et les dimanches et fêtes de 7 h 45 à 21 h 50. - Particularités : L'arrêt Lycée Guillaume-Budé est desservi aux heures d'entrée et de sortie de l'établissement. - Date de dernière mise à jour : 7 avril 2024. | | | | | | | | |
| 435   | Dernière actualisation : — | | | | | | | | |
| 436   | Gare des Boullereaux-Champigny ⥋ Gare de Boissy-Saint-Léger | Gare des Boullereaux-Champigny ⥋ Gare de Boissy-Saint-Léger                                                                             | Gare des Boullereaux-Champigny ⥋ Gare de Boissy-Saint-Léger                                                                             | Gare des Boullereaux-Champigny ⥋ Gare de Boissy-Saint-Léger                                                                             | Gare des Boullereaux-Champigny ⥋ Gare de Boissy-Saint-Léger                                                                             | Gare des Boullereaux-Champigny ⥋ Gare de Boissy-Saint-Léger                                                                             | Gare des Boullereaux-Champigny ⥋ Gare de Boissy-Saint-Léger                                                                             | Gare des Boullereaux-Champigny ⥋ Gare de Boissy-Saint-Léger                                                                             | Gare des Boullereaux-Champigny ⥋ Gare de Boissy-Saint-Léger                                                                             |
| 436   | Ouverture / Fermeture — / — | Longueur 12,7 km | Durée 39-50 min | Nb. d’arrêts 29 | Matériel Midibus | Jours de fonctionnement L, Ma, Me, J, V, S                                                                                              | Jour / Soir / Nuit / Fêtes O / O / N / N                                                                                                | Voy. / an — | Dépôt Boissy-Saint-Léger |
| 436   | Desserte : - Villes et lieux desservis : Champigny-sur-Marne (mairie annexe, conservatoire Olivier Messiaen, collège Lucie Aubrac, patinoire, complexe sportif Nelson Mandela, hôtel de ville, gymnase Pascal Tabanelli, collège Willy Ronis, hôpital privé Paul d'Égine, Bords de la Marne), Chennevières-sur-Marne (bords de la Marne), Sucy-en-Brie (gymnase et lycée des métiers Montaleau, stade Paul Meyer, zone d'activité commerciale de la Sablière, atelier RATP) et Boissy-Saint-Léger (zone industrielle de La Haie Griselle, gymnase Maurice Préault, collège Blaise Cendrars, zone industrielle des Hautes Varennes, collège Daniel Féry, centre commercial Boissy 2). - Gares desservies : Les Boullereaux-Champigny, Sucy - Bonneuil et Gare de Boissy-Saint-Léger. | | | | | | | | |
| 436   | Autre : La ligne dessert les bords de la Marne aux arrêts : Jeanne Vaché, Moulin Vert, Lido, Ecu de France et Pont de Chennevières. - Zones traversées : 3 et 4. - Arrêts non accessibles aux UFR : Jeanne Vacher vers Champigny-sur-Marne, Pont de Chennevières, Passerelle - Les Berges et Gare de Sucy - Bonneuil. - Amplitude horaire : La ligne est en service du lundi au vendredi de 5 h 50 à 23 h 50, et le samedi de 6 h 30 jusqu'à 23 h 25. - Date de dernière mise à jour : 7 avril 2024. | | | | | | | | |
| 436   | Dernière actualisation : — | | | | | | | | |
| 437   | Gare de Champigny ⥋ Pontault-Combault - Centre Commercial Les 4 Chênes | Gare de Champigny ⥋ Pontault-Combault - Centre Commercial Les 4 Chênes                                                                  | Gare de Champigny ⥋ Pontault-Combault - Centre Commercial Les 4 Chênes                                                                  | Gare de Champigny ⥋ Pontault-Combault - Centre Commercial Les 4 Chênes                                                                  | Gare de Champigny ⥋ Pontault-Combault - Centre Commercial Les 4 Chênes                                                                  | Gare de Champigny ⥋ Pontault-Combault - Centre Commercial Les 4 Chênes                                                                  | Gare de Champigny ⥋ Pontault-Combault - Centre Commercial Les 4 Chênes                                                                  | Gare de Champigny ⥋ Pontault-Combault - Centre Commercial Les 4 Chênes                                                                  | Gare de Champigny ⥋ Pontault-Combault - Centre Commercial Les 4 Chênes                                                                  |
| 437   | Ouverture / Fermeture 25 janvier 1970 / — | Longueur 12,7 km | Durée 27-43 min | Nb. d’arrêts 25 | Matériel Standards | Jours de fonctionnement L, Ma, Me, J, V, S, D                                                                                           | Jour / Soir / Nuit / Fêtes O / O / O / O                                                                                                | Voy. / an — | Dépôt Pontault-Combault |
| 437   | Desserte : - Villes et lieux desservis : Saint-Maur-des-Fossés, Champigny-sur-Marne, Chennevières-sur-Marne, Ormesson-sur-Marne, La Queue-en-Brie, Pontault-Combault. - Gare desservie : Champigny. | | | | | | | | |
| 437   | Autre : - Zones traversées : 3, 4 et 5. - Arrêts non accessibles aux UFR : Centre Commercial Les 4 Chênes. - Amplitude horaire : La ligne est en service du lundi au vendredi de 4 h 40 à 0 h 40, le samedi de 5 h 35 à 0 h 30 et les dimanches et fêtes de 5 h 25 à 0 h 45. - Date de dernière mise à jour : 15 avril 2024. | | | | | | | | |
| 437   | Dernière actualisation : — | | | | | | | | |
| 438   | Gare de La Varenne - Chennevières ⥋ Chennevières-sur-Marne - Centre Commercial Pince Vent | Gare de La Varenne - Chennevières ⥋ Chennevières-sur-Marne - Centre Commercial Pince Vent                                               | Gare de La Varenne - Chennevières ⥋ Chennevières-sur-Marne - Centre Commercial Pince Vent                                               | Gare de La Varenne - Chennevières ⥋ Chennevières-sur-Marne - Centre Commercial Pince Vent                                               | Gare de La Varenne - Chennevières ⥋ Chennevières-sur-Marne - Centre Commercial Pince Vent                                               | Gare de La Varenne - Chennevières ⥋ Chennevières-sur-Marne - Centre Commercial Pince Vent                                               | Gare de La Varenne - Chennevières ⥋ Chennevières-sur-Marne - Centre Commercial Pince Vent                                               | Gare de La Varenne - Chennevières ⥋ Chennevières-sur-Marne - Centre Commercial Pince Vent                                               | Gare de La Varenne - Chennevières ⥋ Chennevières-sur-Marne - Centre Commercial Pince Vent                                               |
| 438   | Ouverture / Fermeture mars 1982 / — | Longueur — | Durée 18-31 min | Nb. d’arrêts 18 | Matériel Standards | Jours de fonctionnement L, Ma, Me, J, V, S, D                                                                                           | Jour / Soir / Nuit / Fêtes O / O / N / O                                                                                                | Voy. / an — | Dépôt Pontault-Combault |
| 438   | Desserte : - Villes et lieux desservis : Saint-Maur-des-Fossés, Chennevières-sur-Marne, Ormesson-sur-Marne, La Queue-en-Brie. - Gare desservie : La Varenne - Chennevières. | | | | | | | | |
| 438   | Autre : - Zones traversées : 3 et 4. - Arrêts non accessibles aux UFR : Aucun. - Amplitude horaire : La ligne est en service du lundi au vendredi de 5 h 30 à 23 h 5, le samedi de 5 h 0 à 23 h 10 et les dimanches et fêtes de 8 h 30 à 21 h 15. - Date de dernière mise à jour : 7 avril 2024. | | | | | | | | |
| 438   | Dernière actualisation : — | | | | | | | | |
| 439   | (Circulaire) Gare de Sucy - Bonneuil ⥋ via la port de Bonneuil et la zone d'activité commerciale Sucy Ouest | (Circulaire) Gare de Sucy - Bonneuil ⥋ via la port de Bonneuil et la zone d'activité commerciale Sucy Ouest                             | (Circulaire) Gare de Sucy - Bonneuil ⥋ via la port de Bonneuil et la zone d'activité commerciale Sucy Ouest                             | (Circulaire) Gare de Sucy - Bonneuil ⥋ via la port de Bonneuil et la zone d'activité commerciale Sucy Ouest                             | (Circulaire) Gare de Sucy - Bonneuil ⥋ via la port de Bonneuil et la zone d'activité commerciale Sucy Ouest                             | (Circulaire) Gare de Sucy - Bonneuil ⥋ via la port de Bonneuil et la zone d'activité commerciale Sucy Ouest                             | (Circulaire) Gare de Sucy - Bonneuil ⥋ via la port de Bonneuil et la zone d'activité commerciale Sucy Ouest                             | (Circulaire) Gare de Sucy - Bonneuil ⥋ via la port de Bonneuil et la zone d'activité commerciale Sucy Ouest                             | (Circulaire) Gare de Sucy - Bonneuil ⥋ via la port de Bonneuil et la zone d'activité commerciale Sucy Ouest                             |
| 439   | Ouverture / Fermeture 30 août 2021 / — | Longueur — | Durée 32-36 min | Nb. d’arrêts 14 | Matériel Standards | Jours de fonctionnement L, Ma, Me, J, V                                                                                                 | Jour / Soir / Nuit / Fêtes O / N / N / N                                                                                                | Voy. / an — | Dépôt Boissy-Saint-Léger |
| 439   | Desserte : - Villes et lieux desservis : Bonneuil-sur-Marne (port, bureaux du service technique de l'aviation civile - DGAC) et Sucy-en-Brie (gymnase et lycée des métiers Montaleau, stade Paul Meyer, zone d'activité commerciale Sucy Ouest). - Gare desservie : Sucy - Bonneuil. | | | | | | | | |
| 439   | Autre : - Zones traversées : 3 et 4. - Arrêts non accessibles aux UFR : Gare de Sucy - Bonneuil. - Amplitude horaire : La ligne est en service du lundi au vendredi de 5 h 45 à 19 h 30, à raison d'une course en moyenne toutes les 20 minutes aux heures de pointe et toutes les 45 minutes aux heures creuses. - Particularités : Les courses desservent dans l'ordre, la ZAC Sucy Ouest, puis l'est du port de Bonneuil jusqu'à Morbras - Triage, l'ouest du port jusqu'à Le Havre, une nouvelle fois la ZAC à Sucy-en-Brie, avant de terminer le parcours à la gare. - Date de dernière mise à jour : 15 avril 2024. | | | | | | | | |
| 439   | Dernière actualisation : — | | | | | | | | |

### Lignes 440 à 449
| Ligne | Caractéristiques | Caractéristiques                                                                              | Caractéristiques                                                                              | Caractéristiques                                                                              | Caractéristiques                                                                              | Caractéristiques                                                                              | Caractéristiques                                                                              | Caractéristiques                                                                              | Caractéristiques                                                                              |
| 440   | Gare de Sucy - Bonneuil ⥋ Chennevières-sur-Marne - Centre Commercial Pince Vent | Gare de Sucy - Bonneuil ⥋ Chennevières-sur-Marne - Centre Commercial Pince Vent               | Gare de Sucy - Bonneuil ⥋ Chennevières-sur-Marne - Centre Commercial Pince Vent               | Gare de Sucy - Bonneuil ⥋ Chennevières-sur-Marne - Centre Commercial Pince Vent               | Gare de Sucy - Bonneuil ⥋ Chennevières-sur-Marne - Centre Commercial Pince Vent               | Gare de Sucy - Bonneuil ⥋ Chennevières-sur-Marne - Centre Commercial Pince Vent               | Gare de Sucy - Bonneuil ⥋ Chennevières-sur-Marne - Centre Commercial Pince Vent               | Gare de Sucy - Bonneuil ⥋ Chennevières-sur-Marne - Centre Commercial Pince Vent               | Gare de Sucy - Bonneuil ⥋ Chennevières-sur-Marne - Centre Commercial Pince Vent               |
| ----- | --- | --------------------------------------------------------------------------------------------- | --------------------------------------------------------------------------------------------- | --------------------------------------------------------------------------------------------- | --------------------------------------------------------------------------------------------- | --------------------------------------------------------------------------------------------- | --------------------------------------------------------------------------------------------- | --------------------------------------------------------------------------------------------- | --------------------------------------------------------------------------------------------- |
| 440   | Ouverture / Fermeture 6 septembre 1974 / — | Longueur —                                                                                    | Durée 11-20 min                                                                               | Nb. d’arrêts 17                                                                               | Matériel Standards                                                                            | Jours de fonctionnement L, Ma, Me, J, V, S, D                                                 | Jour / Soir / Nuit / Fêtes O / O / N / O                                                      | Voy. / an —                                                                                   | Dépôt Pontault-Combault                                                                       |
| 440   | Desserte : - Villes et lieux desservis : Sucy-en-Brie, Ormesson-sur-Marne, La Queue-en-Brie, Chennevières-sur-Marne. - Gare desservie : Sucy - Bonneuil. |                                                                                               |                                                                                               |                                                                                               |                                                                                               |                                                                                               |                                                                                               |                                                                                               |                                                                                               |
| 440   | Autre : - Zone traversée : 4. - Arrêts non accessibles aux UFR : Aucun. - Amplitude horaire : La ligne est en service du lundi au vendredi de 5 h 30 à 22 h 45, le samedi de 4 h 55 à 22 h 45 et les dimanches et fêtes de 9 h 5 à 22 h 40 - Date de dernière mise à jour : 7 avril 2024. |                                                                                               |                                                                                               |                                                                                               |                                                                                               |                                                                                               |                                                                                               |                                                                                               |                                                                                               |
| 440   | Dernière actualisation : — |                                                                                               |                                                                                               |                                                                                               |                                                                                               |                                                                                               |                                                                                               |                                                                                               |                                                                                               |
| 441   | Gare de Sucy - Bonneuil ⥋ Collège du Fort par le quartier du Clos de Ville | Gare de Sucy - Bonneuil ⥋ Collège du Fort par le quartier du Clos de Ville                    | Gare de Sucy - Bonneuil ⥋ Collège du Fort par le quartier du Clos de Ville                    | Gare de Sucy - Bonneuil ⥋ Collège du Fort par le quartier du Clos de Ville                    | Gare de Sucy - Bonneuil ⥋ Collège du Fort par le quartier du Clos de Ville                    | Gare de Sucy - Bonneuil ⥋ Collège du Fort par le quartier du Clos de Ville                    | Gare de Sucy - Bonneuil ⥋ Collège du Fort par le quartier du Clos de Ville                    | Gare de Sucy - Bonneuil ⥋ Collège du Fort par le quartier du Clos de Ville                    | Gare de Sucy - Bonneuil ⥋ Collège du Fort par le quartier du Clos de Ville                    |
| 441   | Ouverture / Fermeture 4 janvier 2021 / — | Longueur —                                                                                    | Durée 16-25 min                                                                               | Nb. d’arrêts 12                                                                               | Matériel Standards                                                                            | Jours de fonctionnement L, Ma, Me, J, V                                                       | Jour / Soir / Nuit / Fêtes O / N / N / N                                                      | Voy. / an —                                                                                   | Dépôt Pontault-Combault                                                                       |
| 441   | Desserte : - Ville et lieux desservis : Sucy-en-Brie. - Gare desservie : Sucy - Bonneuil. |                                                                                               |                                                                                               |                                                                                               |                                                                                               |                                                                                               |                                                                                               |                                                                                               |                                                                                               |
| 441   | Autre : - Zone traversée : 4. - Arrêts non accessibles aux UFR : Procession, Collège du Fort. - Amplitude horaire : La ligne est en service du lundi au vendredi de 7 h 35 à 9 h, puis de 16 h 15 à 17 h 30, avancé le mercredi de 11 h 40 jusqu'à 12 h 55. - Date de dernière mise à jour : 7 avril 2024. |                                                                                               |                                                                                               |                                                                                               |                                                                                               |                                                                                               |                                                                                               |                                                                                               |                                                                                               |
| 441   | Dernière actualisation : — |                                                                                               |                                                                                               |                                                                                               |                                                                                               |                                                                                               |                                                                                               |                                                                                               |                                                                                               |
| 442   | Sucy-en-Brie - Parc de Sucy ⥋ Noiseau - La Garenne | Sucy-en-Brie - Parc de Sucy ⥋ Noiseau - La Garenne                                            | Sucy-en-Brie - Parc de Sucy ⥋ Noiseau - La Garenne                                            | Sucy-en-Brie - Parc de Sucy ⥋ Noiseau - La Garenne                                            | Sucy-en-Brie - Parc de Sucy ⥋ Noiseau - La Garenne                                            | Sucy-en-Brie - Parc de Sucy ⥋ Noiseau - La Garenne                                            | Sucy-en-Brie - Parc de Sucy ⥋ Noiseau - La Garenne                                            | Sucy-en-Brie - Parc de Sucy ⥋ Noiseau - La Garenne                                            | Sucy-en-Brie - Parc de Sucy ⥋ Noiseau - La Garenne                                            |
| 442   | Ouverture / Fermeture — / — | Longueur —                                                                                    | Durée —                                                                                       | Nb. d’arrêts 9                                                                                | Matériel Standards                                                                            | Jours de fonctionnement L, Ma, Me, J, V                                                       | Jour / Soir / Nuit / Fêtes O / N / N / N                                                      | Voy. / an —                                                                                   | Dépôt —                                                                                       |
| 442   | Desserte : - Ville et lieux desservis : Sucy-en-Brie et Noiseau - Gare desservie : |                                                                                               |                                                                                               |                                                                                               |                                                                                               |                                                                                               |                                                                                               |                                                                                               |                                                                                               |
| 442   | Autre : - Zone traversée : 4. - Arrêts non accessibles aux UFR : Collège du Parc, Berthelot. - Amplitude horaire : - Date de dernière mise à jour : 7 avril 2024. |                                                                                               |                                                                                               |                                                                                               |                                                                                               |                                                                                               |                                                                                               |                                                                                               |                                                                                               |
| 442   | Dernière actualisation : — |                                                                                               |                                                                                               |                                                                                               |                                                                                               |                                                                                               |                                                                                               |                                                                                               |                                                                                               |
| 443   | Gare de Sucy - Bonneuil ⥋ Collège du Fort par les quartiers du Grand Val et de la Fosse Rouge | Gare de Sucy - Bonneuil ⥋ Collège du Fort par les quartiers du Grand Val et de la Fosse Rouge | Gare de Sucy - Bonneuil ⥋ Collège du Fort par les quartiers du Grand Val et de la Fosse Rouge | Gare de Sucy - Bonneuil ⥋ Collège du Fort par les quartiers du Grand Val et de la Fosse Rouge | Gare de Sucy - Bonneuil ⥋ Collège du Fort par les quartiers du Grand Val et de la Fosse Rouge | Gare de Sucy - Bonneuil ⥋ Collège du Fort par les quartiers du Grand Val et de la Fosse Rouge | Gare de Sucy - Bonneuil ⥋ Collège du Fort par les quartiers du Grand Val et de la Fosse Rouge | Gare de Sucy - Bonneuil ⥋ Collège du Fort par les quartiers du Grand Val et de la Fosse Rouge | Gare de Sucy - Bonneuil ⥋ Collège du Fort par les quartiers du Grand Val et de la Fosse Rouge |
| 443   | Ouverture / Fermeture 4 janvier 2021 / — | Longueur —                                                                                    | Durée 25 min                                                                                  | Nb. d’arrêts 16                                                                               | Matériel Standards                                                                            | Jours de fonctionnement L, Ma, Me, J, V                                                       | Jour / Soir / Nuit / Fêtes O / N / N / N                                                      | Voy. / an —                                                                                   | Dépôt Pontault-Combault                                                                       |
| 443   | Desserte : - Ville et lieux desservis : Sucy-en-Brie. - Gare desservie : Sucy - Bonneuil. |                                                                                               |                                                                                               |                                                                                               |                                                                                               |                                                                                               |                                                                                               |                                                                                               |                                                                                               |
| 443   | Autre : - Zone traversée : 4. - Arrêts non accessibles aux UFR : Les 2 Communes, Victor Hugo, Place Gambetta, Collège du Fort. - Amplitude horaire : La ligne est en service du lundi au vendredi de 7 h 35 à 9 h, puis de 16 h 15 à 17 h 40, avancé le mercredi de 11 h 40 jusqu'à 13 h 5. - Date de dernière mise à jour : 7 avril 2024. |                                                                                               |                                                                                               |                                                                                               |                                                                                               |                                                                                               |                                                                                               |                                                                                               |                                                                                               |
| 443   | Dernière actualisation : — |                                                                                               |                                                                                               |                                                                                               |                                                                                               |                                                                                               |                                                                                               |                                                                                               |                                                                                               |
| 444   | Les Berges ⥋ Collège du Fort par les quartiers des Berges, des Noyers et de la Fosse Rouge | Les Berges ⥋ Collège du Fort par les quartiers des Berges, des Noyers et de la Fosse Rouge    | Les Berges ⥋ Collège du Fort par les quartiers des Berges, des Noyers et de la Fosse Rouge    | Les Berges ⥋ Collège du Fort par les quartiers des Berges, des Noyers et de la Fosse Rouge    | Les Berges ⥋ Collège du Fort par les quartiers des Berges, des Noyers et de la Fosse Rouge    | Les Berges ⥋ Collège du Fort par les quartiers des Berges, des Noyers et de la Fosse Rouge    | Les Berges ⥋ Collège du Fort par les quartiers des Berges, des Noyers et de la Fosse Rouge    | Les Berges ⥋ Collège du Fort par les quartiers des Berges, des Noyers et de la Fosse Rouge    | Les Berges ⥋ Collège du Fort par les quartiers des Berges, des Noyers et de la Fosse Rouge    |
| 444   | Ouverture / Fermeture 4 janvier 2021 / — | Longueur —                                                                                    | Durée 15-20 min                                                                               | Nb. d’arrêts 12                                                                               | Matériel Standards                                                                            | Jours de fonctionnement L, Ma, Me, J, V                                                       | Jour / Soir / Nuit / Fêtes O / N / N / N                                                      | Voy. / an —                                                                                   | Dépôt Pontault-Combault                                                                       |
| 444   | Desserte : - Ville et lieux desservis : Sucy-en-Brie. |                                                                                               |                                                                                               |                                                                                               |                                                                                               |                                                                                               |                                                                                               |                                                                                               |                                                                                               |
| 444   | Autre : - Zone traversée : 4. - Arrêts non accessibles aux UFR : Collège du Fort. - Amplitude horaire : La ligne est en service du lundi au vendredi de 7 h 40 à 9 h, puis de 16 h 15 à 17 h 30, avancé le mercredi de 11 h 40 jusqu'à 12 h 55. - Date de dernière mise à jour : 7 avril 2024. |                                                                                               |                                                                                               |                                                                                               |                                                                                               |                                                                                               |                                                                                               |                                                                                               |                                                                                               |
| 444   | Dernière actualisation : — |                                                                                               |                                                                                               |                                                                                               |                                                                                               |                                                                                               |                                                                                               |                                                                                               |                                                                                               |
| 445   | Amédée Dunois ⥋ Gare de Boissy-Saint-Léger | Amédée Dunois ⥋ Gare de Boissy-Saint-Léger                                                    | Amédée Dunois ⥋ Gare de Boissy-Saint-Léger                                                    | Amédée Dunois ⥋ Gare de Boissy-Saint-Léger                                                    | Amédée Dunois ⥋ Gare de Boissy-Saint-Léger                                                    | Amédée Dunois ⥋ Gare de Boissy-Saint-Léger                                                    | Amédée Dunois ⥋ Gare de Boissy-Saint-Léger                                                    | Amédée Dunois ⥋ Gare de Boissy-Saint-Léger                                                    | Amédée Dunois ⥋ Gare de Boissy-Saint-Léger                                                    |
| 445   | Ouverture / Fermeture 4 janvier 2021 / — | Longueur —                                                                                    | Durée 20 min                                                                                  | Nb. d’arrêts 5                                                                                | Matériel Midibus                                                                              | Jours de fonctionnement L, Ma, J, V                                                           | Jour / Soir / Nuit / Fêtes O / N / N / N                                                      | Voy. / an —                                                                                   | Dépôt Pontault-Combault                                                                       |
| 445   | Desserte : - Ville et lieux desservis : Boissy-Saint-Léger. - Gare desservie : Boissy-Saint-Léger. |                                                                                               |                                                                                               |                                                                                               |                                                                                               |                                                                                               |                                                                                               |                                                                                               |                                                                                               |
| 445   | Autre : - Zone traversée : 4. - Arrêts non accessibles aux UFR : — - Amplitude horaire : La ligne est en service aux jours indiqués ci-dessus à raison d'un aller le matin et d'un retour l'après-midi, aux heures principales de début et de fin des cours. - Date de dernière mise à jour : 7 avril 2024. |                                                                                               |                                                                                               |                                                                                               |                                                                                               |                                                                                               |                                                                                               |                                                                                               |                                                                                               |
| 445   | Dernière actualisation : — |                                                                                               |                                                                                               |                                                                                               |                                                                                               |                                                                                               |                                                                                               |                                                                                               |                                                                                               |
| 446   | Chennevières-sur-Marne — Lycée Champlain ⥋ La Queue-en-Brie — Petit Caporal | Chennevières-sur-Marne — Lycée Champlain ⥋ La Queue-en-Brie — Petit Caporal                   | Chennevières-sur-Marne — Lycée Champlain ⥋ La Queue-en-Brie — Petit Caporal                   | Chennevières-sur-Marne — Lycée Champlain ⥋ La Queue-en-Brie — Petit Caporal                   | Chennevières-sur-Marne — Lycée Champlain ⥋ La Queue-en-Brie — Petit Caporal                   | Chennevières-sur-Marne — Lycée Champlain ⥋ La Queue-en-Brie — Petit Caporal                   | Chennevières-sur-Marne — Lycée Champlain ⥋ La Queue-en-Brie — Petit Caporal                   | Chennevières-sur-Marne — Lycée Champlain ⥋ La Queue-en-Brie — Petit Caporal                   | Chennevières-sur-Marne — Lycée Champlain ⥋ La Queue-en-Brie — Petit Caporal                   |
| 446   | Ouverture / Fermeture 4 janvier 2021 / — | Longueur —                                                                                    | Durée 20 min                                                                                  | Nb. d’arrêts 11                                                                               | Matériel Standards                                                                            | Jours de fonctionnement L, Ma, Me, J, V                                                       | Jour / Soir / Nuit / Fêtes O / N / N / N                                                      | Voy. / an —                                                                                   | Dépôt Pontault-Combault                                                                       |
| 446   | Desserte : - Ville et lieux desservis : Chennevières-sur-Marne, La Queue-en-Brie. |                                                                                               |                                                                                               |                                                                                               |                                                                                               |                                                                                               |                                                                                               |                                                                                               |                                                                                               |
| 446   | Autre : - Zone traversée : 4. - Arrêts non accessibles aux UFR : Aucun. - Amplitude horaire : La ligne est en service du lundi au vendredi de 7 h 25 à 8 h 45, puis de 16 h 30 jusqu'à 18 h 50. - Date de dernière mise à jour : 7 avril 2024. |                                                                                               |                                                                                               |                                                                                               |                                                                                               |                                                                                               |                                                                                               |                                                                                               |                                                                                               |
| 446   | Dernière actualisation : — |                                                                                               |                                                                                               |                                                                                               |                                                                                               |                                                                                               |                                                                                               |                                                                                               |                                                                                               |
| 447   | Moulin Vert ⥋ Collège Molière | Moulin Vert ⥋ Collège Molière                                                                 | Moulin Vert ⥋ Collège Molière                                                                 | Moulin Vert ⥋ Collège Molière                                                                 | Moulin Vert ⥋ Collège Molière                                                                 | Moulin Vert ⥋ Collège Molière                                                                 | Moulin Vert ⥋ Collège Molière                                                                 | Moulin Vert ⥋ Collège Molière                                                                 | Moulin Vert ⥋ Collège Molière                                                                 |
| 447   | Ouverture / Fermeture 4 janvier 2021 / — | Longueur —                                                                                    | Durée 20-25 min                                                                               | Nb. d’arrêts 14                                                                               | Matériel Standards                                                                            | Jours de fonctionnement L, Ma, Me, J, V                                                       | Jour / Soir / Nuit / Fêtes O / N / N / N                                                      | Voy. / an —                                                                                   | Dépôt Pontault-Combault                                                                       |
| 447   | Desserte : - Ville et lieux desservis : Chennevières-sur-Marne. |                                                                                               |                                                                                               |                                                                                               |                                                                                               |                                                                                               |                                                                                               |                                                                                               |                                                                                               |
| 447   | Autre : - Zone traversée : 4. - Arrêts non accessibles aux UFR : Aucun. - Amplitude horaire : La ligne est en service du lundi au vendredi à raison de deux courses aller le matin et de deux courses retour l'après-midi, ou à midi le mercredi. - Date de dernière mise à jour : 7 avril 2024. |                                                                                               |                                                                                               |                                                                                               |                                                                                               |                                                                                               |                                                                                               |                                                                                               |                                                                                               |
| 447   | Dernière actualisation : — |                                                                                               |                                                                                               |                                                                                               |                                                                                               |                                                                                               |                                                                                               |                                                                                               |                                                                                               |
| 448   | Moulin Vert ⥋ Lycée Champlain | Moulin Vert ⥋ Lycée Champlain                                                                 | Moulin Vert ⥋ Lycée Champlain                                                                 | Moulin Vert ⥋ Lycée Champlain                                                                 | Moulin Vert ⥋ Lycée Champlain                                                                 | Moulin Vert ⥋ Lycée Champlain                                                                 | Moulin Vert ⥋ Lycée Champlain                                                                 | Moulin Vert ⥋ Lycée Champlain                                                                 | Moulin Vert ⥋ Lycée Champlain                                                                 |
| 448   | Ouverture / Fermeture 4 janvier 2021 / — | Longueur —                                                                                    | Durée 10-15 min                                                                               | Nb. d’arrêts 7                                                                                | Matériel Standards                                                                            | Jours de fonctionnement L, Ma, Me, J, V                                                       | Jour / Soir / Nuit / Fêtes O / N / N / N                                                      | Voy. / an —                                                                                   | Dépôt Pontault-Combault                                                                       |
| 448   | Desserte : - Villes et lieux desservis : Chennevières-sur-Marne. |                                                                                               |                                                                                               |                                                                                               |                                                                                               |                                                                                               |                                                                                               |                                                                                               |                                                                                               |
| 448   | Autre : - Zone traversée : 4. - Arrêts non accessibles aux UFR : Aucun. - Amplitude horaire : La ligne est en service du lundi au vendredi à raison de deux courses aller le matin et de trois courses retour l'après-midi. - Date de dernière mise à jour : 7 avril 2024. |                                                                                               |                                                                                               |                                                                                               |                                                                                               |                                                                                               |                                                                                               |                                                                                               |                                                                                               |
| 448   | Dernière actualisation : — |                                                                                               |                                                                                               |                                                                                               |                                                                                               |                                                                                               |                                                                                               |                                                                                               |                                                                                               |
| 449   | (Circulaire) Villecresnes ⥋ via Bois d'Auteuil, Closeaux, Justice et Trianon | (Circulaire) Villecresnes ⥋ via Bois d'Auteuil, Closeaux, Justice et Trianon                  | (Circulaire) Villecresnes ⥋ via Bois d'Auteuil, Closeaux, Justice et Trianon                  | (Circulaire) Villecresnes ⥋ via Bois d'Auteuil, Closeaux, Justice et Trianon                  | (Circulaire) Villecresnes ⥋ via Bois d'Auteuil, Closeaux, Justice et Trianon                  | (Circulaire) Villecresnes ⥋ via Bois d'Auteuil, Closeaux, Justice et Trianon                  | (Circulaire) Villecresnes ⥋ via Bois d'Auteuil, Closeaux, Justice et Trianon                  | (Circulaire) Villecresnes ⥋ via Bois d'Auteuil, Closeaux, Justice et Trianon                  | (Circulaire) Villecresnes ⥋ via Bois d'Auteuil, Closeaux, Justice et Trianon                  |
| 449   | Ouverture / Fermeture — / — | Longueur —                                                                                    | Durée 25 à 40 min                                                                             | Nb. d’arrêts 18                                                                               | Matériel Midibus                                                                              | Jours de fonctionnement L, Ma, Me, J, V                                                       | Jour / Soir / Nuit / Fêtes O / N / N / N                                                      | Voy. / an —                                                                                   | Dépôt Limeil-Brévannes                                                                        |
| 449   | Desserte : - Ville et lieux desservis : Villecresnes (mairie, église Notre-Dame-de-l'Assomption, collège La Guinette, gymnase et stade Didier Pironi, stade Gilbert Vandar, stade du bois d'Auteuil, zone d'activités Le Sallé) |                                                                                               |                                                                                               |                                                                                               |                                                                                               |                                                                                               |                                                                                               |                                                                                               |                                                                                               |
| 449   | Autre : - Zone traversée : 4 - Arrêts non accessibles aux UFR : Château, L'Orangerie, Closeaux, de Mai à Merles et Guynemer. - Amplitudes horaires : La ligne fonctionne du lundi au vendredi en période scolaire de 7 h 45 à 9 h 5, puis le mercredi de 12 h 45 à 14 h 15 ou les autres jours de la période, de 16 h 10 à 17 h 55. - Particularités : Les courses de la ligne partent de Mairie, Collège La Guinette ou Château, et se terminent à Mairie, Collège La Guinette ou Mélanie Bonis. - Date de dernière mise à jour : 7 avril 2024. |                                                                                               |                                                                                               |                                                                                               |                                                                                               |                                                                                               |                                                                                               |                                                                                               |                                                                                               |
| 449   | Dernière actualisation : — |                                                                                               |                                                                                               |                                                                                               |                                                                                               |                                                                                               |                                                                                               |                                                                                               |                                                                                               |

### Lignes 450 à 459
| Ligne | Caractéristiques | Caractéristiques                                                                                            | Caractéristiques                                                                                            | Caractéristiques                                                                                            | Caractéristiques                                                                                            | Caractéristiques                                                                                            | Caractéristiques                                                                                            | Caractéristiques                                                                                            | Caractéristiques                                                                                            |
| 450   | Créteil - L'Échat Métro ⥋ Yerres — Cimetière (arrivée) / Yerres — Abbaye (départ) / Brunoy - Gare RER | Créteil - L'Échat Métro ⥋ Yerres — Cimetière (arrivée) / Yerres — Abbaye (départ) / Brunoy - Gare RER       | Créteil - L'Échat Métro ⥋ Yerres — Cimetière (arrivée) / Yerres — Abbaye (départ) / Brunoy - Gare RER       | Créteil - L'Échat Métro ⥋ Yerres — Cimetière (arrivée) / Yerres — Abbaye (départ) / Brunoy - Gare RER       | Créteil - L'Échat Métro ⥋ Yerres — Cimetière (arrivée) / Yerres — Abbaye (départ) / Brunoy - Gare RER       | Créteil - L'Échat Métro ⥋ Yerres — Cimetière (arrivée) / Yerres — Abbaye (départ) / Brunoy - Gare RER       | Créteil - L'Échat Métro ⥋ Yerres — Cimetière (arrivée) / Yerres — Abbaye (départ) / Brunoy - Gare RER       | Créteil - L'Échat Métro ⥋ Yerres — Cimetière (arrivée) / Yerres — Abbaye (départ) / Brunoy - Gare RER       | Créteil - L'Échat Métro ⥋ Yerres — Cimetière (arrivée) / Yerres — Abbaye (départ) / Brunoy - Gare RER       |
| ----- | --- | --- | --- | --- | --- | --- | --- | --- | --- |
| 450   | Ouverture / Fermeture — / — | Longueur —                                                                                                  | Durée 20 à 80 min                                                                                           | Nb. d’arrêts 50                                                                                             | Matériel Standards                                                                                          | Jours de fonctionnement L, Ma, Me, J, V, S, D                                                               | Jour / Soir / Nuit / Fêtes O / O / N / O                                                                    | Voy. / an —                                                                                                 | Dépôt Limeil-Brévannes                                                                                      |
| 450   | Desserte : - Villes et lieux desservis : Créteil, Valenton, Villeneuve-Saint-Georges, Crosne, Yerres et Brunoy - Stations et gares desservies : Créteil - L'Échat, Créteil - Université, Villeneuve-Saint-Georges et Brunoy | | | | | | | | |
| 450   | Autre : - Zones traversées : 3 à 5 - Arrêts non accessibles aux UFR : Carrefour Pompadour, Pompadour, Pont d'Yerres Conservatoire, Longaines, Bulottes, Léthumière, Hôtel de Ville, Cimetière, Rue de la Grange, Pré des Roches, Rue de Villecresnes, Jean XXIII, Gare de Brunoy. - Amplitudes horaires : La ligne fonctionne du lundi au vendredi de 5 h 20 à 0 h 15, le samedi de 5 h 40 à 0 h 5 et les dimanches et fêtes de 8 h à 0 h 10. - Particularités : Du lundi au samedi, nombreux services sont limités entre Créteil - L'Échat Métro et Villeneuve-Saint-Georges Gare RER. Les dimanches et fêtes, la ligne est prolongée de Yerres - Cimetière à Brunoy Gare RER. - Date de dernière mise à jour : 7 avril 2024. | | | | | | | | |
| 450   | Dernière actualisation : — | | | | | | | | |
| 451   | Créteil — Préfecture (Boissy-Saint-Léger Gare RER les dimanches et fêtes) ⥋ Servon — Centre commercial Eden | Créteil — Préfecture (Boissy-Saint-Léger Gare RER les dimanches et fêtes) ⥋ Servon — Centre commercial Eden | Créteil — Préfecture (Boissy-Saint-Léger Gare RER les dimanches et fêtes) ⥋ Servon — Centre commercial Eden | Créteil — Préfecture (Boissy-Saint-Léger Gare RER les dimanches et fêtes) ⥋ Servon — Centre commercial Eden | Créteil — Préfecture (Boissy-Saint-Léger Gare RER les dimanches et fêtes) ⥋ Servon — Centre commercial Eden | Créteil — Préfecture (Boissy-Saint-Léger Gare RER les dimanches et fêtes) ⥋ Servon — Centre commercial Eden | Créteil — Préfecture (Boissy-Saint-Léger Gare RER les dimanches et fêtes) ⥋ Servon — Centre commercial Eden | Créteil — Préfecture (Boissy-Saint-Léger Gare RER les dimanches et fêtes) ⥋ Servon — Centre commercial Eden | Créteil — Préfecture (Boissy-Saint-Léger Gare RER les dimanches et fêtes) ⥋ Servon — Centre commercial Eden |
| 451   | Ouverture / Fermeture — / — | Longueur —                                                                                                  | Durée 70 (40) min                                                                                           | Nb. d’arrêts 34                                                                                             | Matériel Standards et Articulés                                                                             | Jours de fonctionnement L, Ma, Me, J, V, S, D                                                               | Jour / Soir / Nuit / Fêtes O / N / N / O                                                                    | Voy. / an —                                                                                                 | Dépôt Limeil-Brévannes                                                                                      |
| 451   | Desserte : - Villes et lieux desservis : Créteil, Bonneuil-sur-Marne, Boissy-Saint-Léger, Limeil-Brévannes, Villecresnes, Marolles-en-Brie, Santeny, Servon, Férolles-Attilly - Station et gare desservies : Créteil - Préfecture, Boissy-Saint-Léger. | | | | | | | | |
| 451   | Autre : - Zones traversées : 3 à 5. - Arrêts non accessibles aux UFR : — - Amplitudes horaires : La ligne fonctionne du lundi au samedi de 5 h 30 à 23 h 5 et les dimanches et fêtes à raison de trois allers-retours par jour. - Particularités : - L'arrêt Lycée G. Budé est desservi uniquement du lundi au samedi ; - Les dimanches et fêtes, le tronçon entre Créteil et Boissy-Saint-Léger n'est pas desservi ; - Desserte du centre médical de Forcilles : Il existe un service entre Boissy-Saint-Léger Gare RER et Férolles-Attilly — Forcilles les mardis, jeudis, samedis et les dimanches et fêtes à raison d'un aller-retour par jour ; - Desserte scolaire du lycée Christophe Collomb : Du lundi au samedi, un service à vocation scolaire est assuré entre Périgny, Mandres-les-Roses, Villecresnes, Santeny, Marolles-en-Brie et Sucy-en-Brie à raison de deux allers-(retours par jour. - Date de dernière mise à jour : 7 avril 2024. | | | | | | | | |
| 451   | Dernière actualisation : — | | | | | | | | |

### Ligne 100
| - Gares et stations desservies : Torcy, Noisy - Champs et Créteil - L'Échat. \| \| \| \| Arrêt \| Zone \| Commune \| Correspondance[8] \| \| \| - \| \| ---------------------------------------- \| ---- \| ---------------- \| ------------------- \| \| \| ■ \| \| Gare de Torcy RER \| 5 \| Torcy \| \| \| \| • \| \| Quatre Pavés \| 5 \| Noisiel \| \| \| \| • \| \| Mairie de Champs \| 4 \| Champs-sur-Marne \| \| \| \| • \| \| Bois de Grâce \| 4 \| Champs-sur-Marne \| \| \| \| • \| \| Ampère \| 4 \| Champs-sur-Marne \| (par voie publique) \| \| \| • \| \| CROUS \| 4 \| Champs-sur-Marne \| (par voie publique) \| \| \| ■ \| \| Créteil - L'Échat (Hôpital Henri Mondor) \| 3 \| Créteil \| \| (Les stations en gras servent de départ ou de terminus à certaines missions) |   |  |                                          |      |                  |                     |
| |   |  | Arrêt                                    | Zone | Commune          | Correspondance      |
| | ■ |  | Gare de Torcy RER                        | 5    | Torcy            | (RER) · (A)         |
| | • |  | Quatre Pavés                             | 5    | Noisiel          |                     |
| | • |  | Mairie de Champs                         | 4    | Champs-sur-Marne |                     |
| | • |  | Bois de Grâce                            | 4    | Champs-sur-Marne |                     |
| | • |  | Ampère                                   | 4    | Champs-sur-Marne | (par voie publique) |
| | • |  | CROUS                                    | 4    | Champs-sur-Marne | (par voie publique) |
| | ■ |  | Créteil - L'Échat (Hôpital Henri Mondor) | 3    | Créteil          | (M) · (8)           |

|  |   |  | Arrêt                                    | Zone | Commune          | Correspondance      |
|  | - |  | ---------------------------------------- | ---- | ---------------- | ------------------- |
|  | ■ |  | Gare de Torcy RER                        | 5    | Torcy            | (RER) · (A)         |
|  | • |  | Quatre Pavés                             | 5    | Noisiel          |                     |
|  | • |  | Mairie de Champs                         | 4    | Champs-sur-Marne |                     |
|  | • |  | Bois de Grâce                            | 4    | Champs-sur-Marne |                     |
|  | • |  | Ampère                                   | 4    | Champs-sur-Marne | (par voie publique) |
|  | • |  | CROUS                                    | 4    | Champs-sur-Marne | (par voie publique) |
|  | ■ |  | Créteil - L'Échat (Hôpital Henri Mondor) | 3    | Créteil          | (M) · (8)           |

## Gestion et exploitation
Les réseaux de transports en commun franciliens sont organisés par Île-de-France Mobilités. L'exploitation du réseau de bus Marne et Seine revient à Transdev Coteaux de la Marne depuis le 1er août 2023.

### Parc de véhicules

#### Dépôts
Les dépôts ont pour mission de remiser les différents véhicules, mais également d'assurer leur entretien préventif et curatif. L'entretien curatif ou correctif a lieu quand une panne ou un dysfonctionnement est signalé par un machiniste.
Le nouvel exploitant récupère les Centres Opérationnels Bus (COB) de Boissy-Saint-Léger, Limeil-Brévannes et Pontault-Combault et exploitera dès 2025 le câble 1, première ligne du téléphérique d'Île-de-France.

#### Détails du parc
Le réseau de bus Marne et Seine dispose d'un parc de véhicules composé de midibus, autobus standards, articulés et autocars interurbains.

### Matériel roulant

#### Midibus
| Constructeur | Modèle | Nombre | Numéros de parc               | Période de mise en service           | Affectation | Observations |
| ------------ | ------ | ------ | ----------------------------- | ------------------------------------ | ----------- | --- |
| Heuliez Bus  | GX 137 | 9      | 213001-213007 ; 213039-213040 | Entre Décembre 2017 et décembre 2021 | 436 439 449 | 213001-213007 : Ex-Transdev SETRA depuis le 1er août 2023 213039-213040 : Ex-Transdev Saint-Fargeau-Ponthierry depuis le 1er août 2023 |

#### Autobus standards
| Constructeur  | Modèle                  | Nombre | Numéros de parc                                                        | Période de mise en service           | Affectation                                                                         | Observations |
| ------------- | ----------------------- | ------ | ---------------------------------------------------------------------- | ------------------------------------ | ----------------------------------------------------------------------------------- | --- |
| Heuliez Bus   | GX 327                  | 23     | 231098-231120                                                          | Entre Octobre 2010 et Octobre 2013   | 429 430 431 432 433 434 435 437 438 439 440 441 442 443 444 445 446 447 448 450 451 | 231098-231099, 231105-231107, 231111-231114, 231117-231118 : Ex-Transdev SETRA depuis le 1er août 2023 231100-231103, 231108-231110 : Ex-Transdev STRAV depuis le 1er août 2023 231104, 231115-231116, 231119-231120 : Ex-Transdev CEAT depuis le 1er août 2023 |
| Heuliez Bus   | GX 337                  | 42     | 231121-231131 ; 231133-231152 ; 231354-231364                          | Entre Juin 2014 et Décembre 2018     | 431 432 433 434 435 437 438 439 440 441 442 443 444 445 446 447 448                 | 231121-231123, 231130-231131, 231133-231135, 231154-231157, 231159-231160, 231162-231164 : Ex-Transdev SETRA depuis le 1er août 2023 231124-231129, 231136-231152, 231158, 231161 : Ex-Transdev CEAT depuis le 1er août 2023                                    |
| Heuliez Bus   | GX 337 hybride          | 1      | 231165                                                                 | Depuis Octobre 2018                  | 432 437 438 440                                                                     | Ex-Transdev STRAV depuis le 1er août 2023 |
| Irisbus       | Citelis 12              | 8      | 231089-231096                                                          | Entre Janvier 2007 et Décembre 2008  | 429 430 450 451                                                                     | Ex-Transdev STRAV depuis le 1er août 2023 |
| Iveco Bus     | Urbanway 12             | 1      | 231132                                                                 | Depuis Octobre 2014                  | 429 430 450 451                                                                     | Ex-Transdev STRAV depuis le 1er août 2023 |
| Iveco Bus     | Urbanway 12 GNV         | 29     | 201021-201026 ; 201033-201044 ; 241070-241075 ; 241182-241185 ; 241190 | Entre Août 2020 et Septembre 2024    | 429 430 450 451                                                                     | 201021-201026, 201033-201044 : Ex-Transdev STRAV depuis le 1er août 2023 |
| Man           | Lion's City A37 Hybride | 4      | 231153 ; 231166-231168                                                 | Entre Octobre 2016 et Novembre 2018  | 432 437 438 440 441 442 443 444 445 446 447 448                                     | 231153 : Ex-Transdev CEAT depuis le 1er août 2023 231166-231168 : Ex-Transdev Bièvre Bus Mobilités depuis le 1er août 2023 |
| Mercedes-Benz | Citaro C2               | 9      | 231169-231177                                                          | Entre Décembre 2017 et Août 2018     | 431 432 433 434 435 437 438 439 440 441 442 443 444 445 446 447 448                 | Ex-Transdev TRA depuis le 1er août 2023 |
| Mercedes-Benz | Citaro Facelift         | 5      | 3199 ; 3210 ; 201438 ; 211176 ; 231097                                 | Entre Septembre 2008 et Octobre 2009 | 429 430 450 451                                                                     | 3199, 3210, 231097 : Ex-Transdev SETRA depuis le 1er août 2023 201438, 211176 : Ex-Transdev Vaux-le-Pénil depuis le 1er août 2023 |
| Setra         | S 415 NF                | 1      | 221683                                                                 | Depuis Septembre 2012                | 429 430 450 451                                                                     | Ex-Cars Lacroix depuis le 1er août 2023 |

#### Autobus articulés
| Constructeur  | Modèle          | Nombre | Numéros de parc               | Période de mise en service           | Affectation | Observations                                              |
| ------------- | --------------- | ------ | ----------------------------- | ------------------------------------ | ----------- | --------------------------------------------------------- |
| Heuliez Bus   | GX 437          | 2      | 232029-232030                 | Entre Décembre 2017 et Décembre 2018 | 427 428 451 | Ex-Transdev SETRA depuis le 1er août 2023                 |
| Iveco Bus     | Urbanway 18     | 3      | 232061-232063                 | Depuis Décembre 2014                 | 427 428 451 | Ex-Transdev STRAV depuis le 1er août 2023                 |
| Iveco Bus     | Urbanway 18 GNV | 37     | 232064-232098 ; 242087-242088 | Entre Juin 2020 et Octobre 2024      | 427 428 451 | 232064-232098 : Ex-Transdev STRAV depuis le 1er août 2023 |
| Mercedes-Benz | Citaro G C2     | 1      | 232028                        | Depuis Novembre 2014                 | 427 428 451 | Ex-Transdev Setra depuis 08/2023                          |

#### Autocars interurbains
| Constructeur  | Modèle              | Nombre | Numéros de parc        | Période de mise en service | Affectation | Observations |
| ------------- | ------------------- | ------ | ---------------------- | -------------------------- | ----------- | --- |
| Irisbus       | Arway               | 1      | 472                    | Depuis Juin 2007           | En réserve  | Ex-Transdev STRAV depuis le 1er août 2023                                                                          |
| Iveco Bus     | Crossway High Value | 1      | 247196                 | Depuis Juin 2020           | Express 100 | Ex-Transdev Interval depuis le 1er décembre 2024                                                                   |
| Mercedes-Benz | Intouro II          | 1      | 247192                 | Depuis Décembre 2017       | Express 100 | Ex-Transdev Autocars Tourneux depuis le 1er janvier 2024                                                           |
| Mercedes-Benz | Intouro II L        | 4      | 237762-237764 ; 237766 | Depuis Décembre 2016       | Express 100 | Ex-Transdev Lys depuis le 1er janvier 2024 237765 a été réformé à la suite d'un accident de la route le 4 mai 2024 |
| Mercedes-Benz | Intouro II ME       | 1      | 237761                 | Depuis Juillet 2010        | Express 100 | Ex-Keolis CIF depuis le 1er janvier 2024                                                                           |

### Tarification et fonctionnement

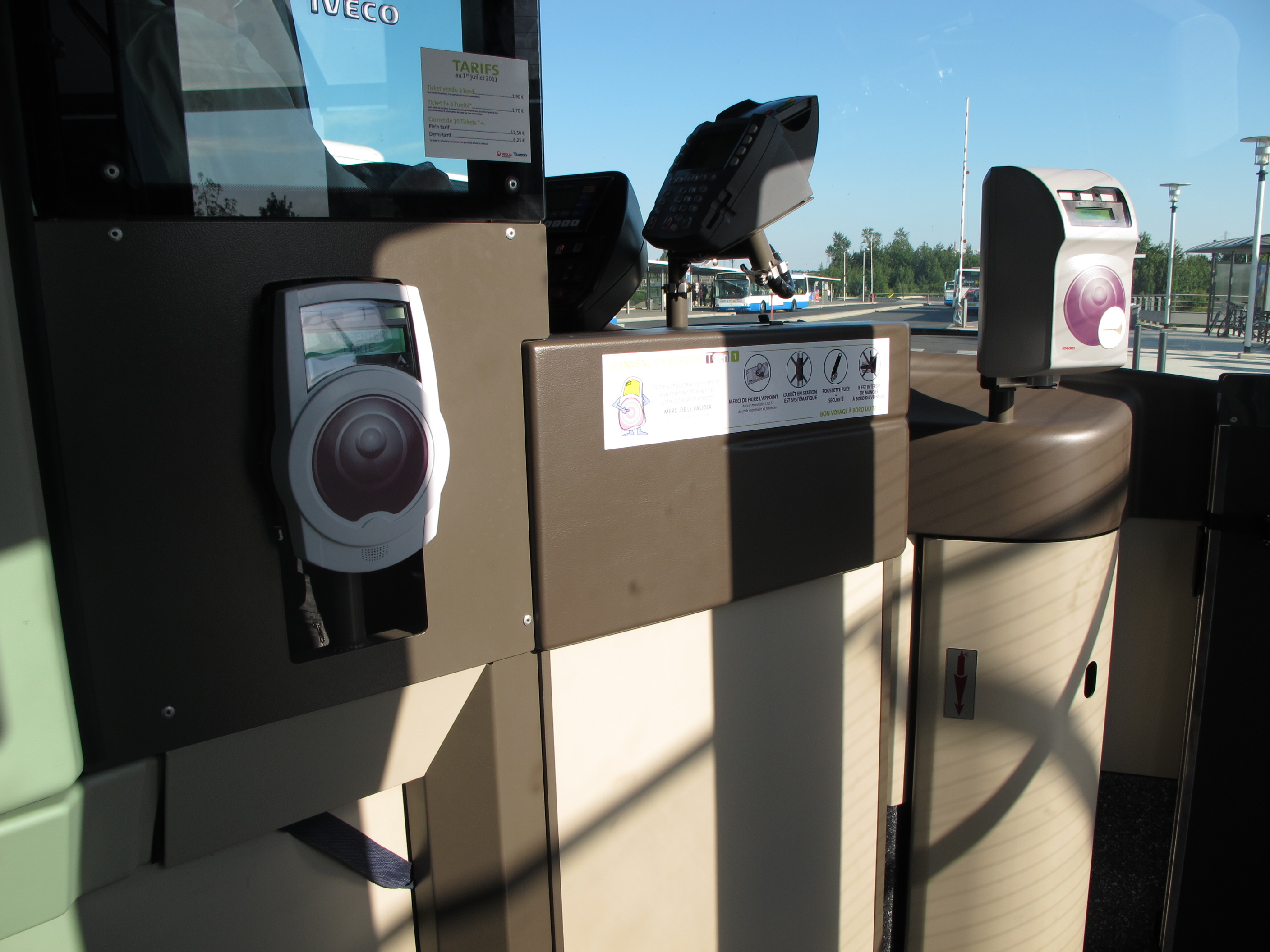
Validateurs pour passes Navigo (à gauche) et pour tickets carton (à droite) présents dans les bus et tramway.

La tarification des lignes d'autobus d'Île-de-France est unifiée et accessible avec les mêmes abonnements. Un ticket « bus-tram », qui remplace le ticket t+ au 1er janvier 2025, permet un trajet simple quelle que soit la distance, avec une ou plusieurs correspondances possibles avec les autres lignes de bus et de tramway pendant une durée maximale de 1 h 30 entre la première et dernière validation. En revanche, un ticket validé dans un bus ne permet pas d'emprunter le métro, ni le Transilien et le RER. Les lignes Orlybus et Roissybus, assurant de façon directe les dessertes aéroportuaires via autoroute, disposent d'une tarification spécifique mais sont accessibles avec les abonnements habituels.
Les tarifs des billets et abonnements dont le montant est limité par décision politique ne couvrent pas les frais réels de transport. Le manque à gagner est compensé par l'autorité organisatrice, Île-de-France Mobilités, présidée depuis 2005 par le président du conseil régional d'Île-de-France et composé d'élus locaux. Elle définit les conditions générales d'exploitation ainsi que la durée et la fréquence des services. L'équilibre financier du fonctionnement est assuré par une dotation globale annuelle aux transporteurs de la région grâce au versement mobilité payé par les entreprises et aux contributions des collectivités publiques.